# Gyümölcscentrifuga

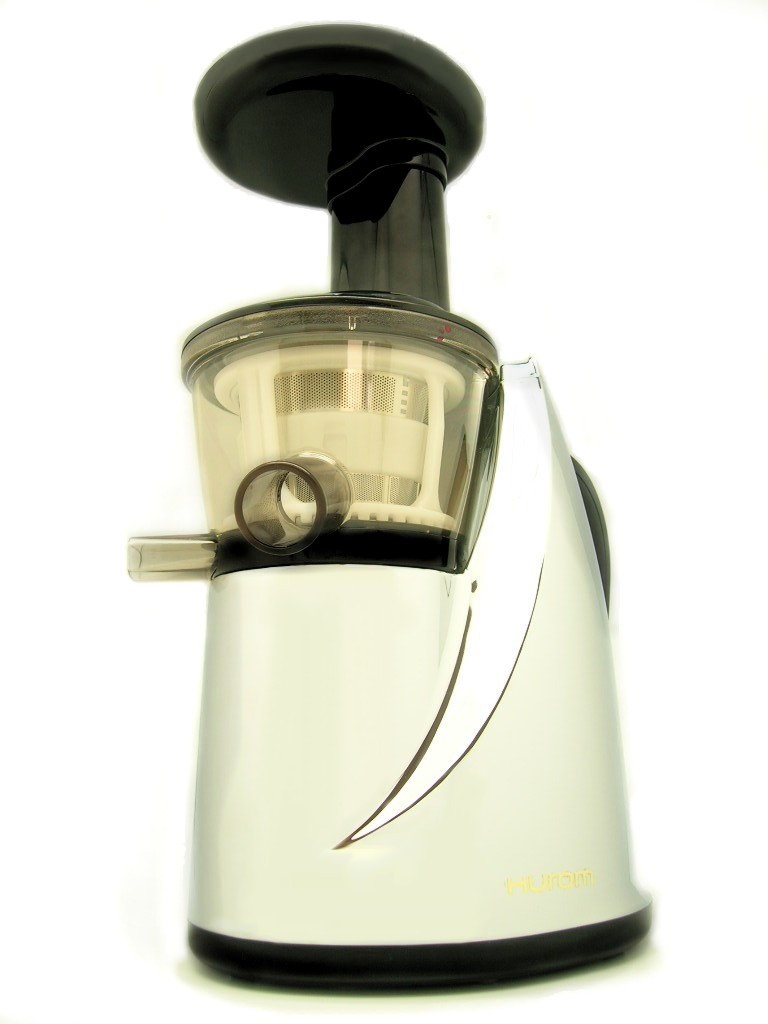
Gyümölcscentrifuga

A gyümölcscentrifuga modern háztartási gép. A beletöltött zöldséget, gyümölcsöt egy fogazott forgó tányér finom péppé vakarja szét. A pép egy sűrű rácson centrifugálódik ezután és kettéválik híg, rostszegény növény-lére és nedves rost-krémmé. A növény-lé pohárba csorog ki. Érdemes azonnal meginni, mert a benne lévő értékes anyagok egy része a levegő oxigénje vagy a fény hatására tönkremegy.
A drágább készülékek keményebb növényeket is fel tudnak dolgozni (kemény alma, répa, cékla), hosszabb garanciával árulják őket, mosogatógépben is mosogathatók egyes alkatrészeik.

## Mennyi növényből mennyi lé keletkezik?
- Három közepes almából egy bögre ital.
- Hat cső zsenge kukorica szemeiből egy bögre ital.
- Négy sárgarépából és egy céklából egy bögre ital.

## Ellenzői
A centrifuga ellenzői szemére vetik azt, hogy a szervezet számára pont az egyik leglényegesebb jellemzőt – a rostokban gazdag növényi forrást – szünteti meg, és ehelyett egy cukorban és vízben gazdag, rostszegény folyadékforrást jelent. Ennek ellenére még mindig összehasonlíthatatlanul egészségesebbnek tartják, mint a szintetikus italokat.